# STEALTH (TETSUYAのアルバム)
『STEALTH』（ステルス）は、日本のロックバンド・L'Arc〜en〜Cielのベーシスト、tetsuyaがTETSUYA名義で発表した通算3作目となるアルバム。2021年10月6日発売。発売元はEMI Records。

## 解説
前作『COME ON!』から約10年9ヶ月ぶりとなる3作目のスタジオ・アルバム。
本作には、2016年に発表した「Make a Wish」「Time goes on 〜泡のように〜」や、2017年に発表した「愛されんだぁ I Surrender」といったシングル表題曲に加え、EP盤「I WANNA BE WITH YOU」に収録された4曲を含めた11曲が収められている。また、本作で初音源化となった楽曲「白いチューリップ」は、本作発売から4日後にシングルカットされている。なお、本作のマスタリングは2人のエンジニアが行っている。当初は、前作と同様にトム・コイン（Sterling Sound）が担当していたが、2017年4月にトムが他界した為、「Make a Wish」「Time goes on 〜泡のように〜」「愛されんだぁ I Surrender」を除く8曲に関しては、ランディ・メリルがマスタリングを行っている。

### 音楽性と録音作業
本作にはTETSUYAが好むメロディアスなポップ／ロックナンバーが多く収められており、前2作と同様にギター、ベース、ドラムのバンドサウンドを鳴らしている楽曲の他、生ベースを一切使わない打ち込み中心の楽曲が制作されている。なお、本作に収録されたほとんどの楽曲は、リリース年の2021年に書き下ろしたものではなく、数年前から制作していた曲だという。TETSUYAは、本作の収録曲について「計画的にやらないとこうなるなっていう（笑）。だから、タイトルにも表れているように"密かに、そっと"出そうと」と述べている。
ストックしていた楽曲の中から「REGRET」「誰がために鐘は鳴る」「白いチューリップ」「ARIGATO」の4曲が今回初めて音源化されているが、TETSUYAはこの4曲を選んだ経緯について「シングルやEPとして出してきた曲たちが明るく光っているので、新曲はそことのバランスを取るための4曲」と述べている。ちなみに、今回初めて音源化された4曲のうちの2曲は、本作リリース前に行われたライヴで披露されているため、ライヴ未演奏の初音源化楽曲は「REGRET」との「誰がために鐘は鳴る」の2曲のみとなっている。なお、この2曲ではシンセベースを使った楽曲制作が行われている。ちなみに、2015年以降に開催したソロライヴで披露しながらも音源化されていなかった楽曲「何があっても」は、本作への収録が見送られている。
前作『COME ON!』ではライヴサポートメンバーである室姫深（ex.THE MAD CAPSULE MARKETS、ex.DIE IN CRIES）が11曲中9曲で共同編曲者としてアルバム制作に参加していたが、今回は11曲中8曲で陶山隼がアレンジャーとして参加している。また、前作『COME ON!』ではTETSUYAがほとんどの収録曲でギターを弾いていたが、本作では「Make a Wish」以外でギターを弾いておらず、自身が招聘した外部のギタリストがほぼすべてのギター録りを行っている。なお、今回のアルバム制作には、室姫深、渡辺格、西川進、akkin、久次米真吾、山本陽介、黒田晃年、菰口雄矢の計8名のギタリストが参加している。今回のギターレコーディングについて、TETSUYAは「ギターのフレーズを考えるのが好きですし、楽しいです。だから前のアルバムのときとかはほとんどの曲で僕がギターソロを弾いていました。今回は、いろんなプロのギタリストの方にギターソロを弾いてもらって、それを自分でディレクションしたり、自分でエディットさせてもらえたりするのが楽しかったです」「曲によっては指定のフレーズがあるソロもあります。出だしの8小節はこのまま弾いてくださいとか、後半は全然崩して自由でいいんですけどアタマはここから入ってくださいとか。曲によりますけどね。あんまり動かないでくださいとかのやりとりもあるし。それで何本か弾いてもらって、こっちでエディットしてもいいですか？って、好きなところをつないでいったり。そうすると、通して弾くのとは違う、誰も考えつかなかったようなフレーズになるじゃないですか。そういうのが楽しいですよね」と述べている。また、TETSUYAは「やっぱり限られた時間や予算のなかでやっていて、思いついちゃったらやりたいじゃないですか。ここはやっぱりギターソロにしたいってなったら、その分の小節を違うところから引っ張ってきてエディットしてギターソロのパートを作って、コードができて、リズムもうまくエディットできて、ギターソロのパートができあがったら、あとは"この人に弾いてもらいたい"っていう人に弾いてもらう」と語っている。

### 楽曲について
前項で示したように、11曲中7曲（アルバムミックスバージョン含む）が既発の楽曲となっており、初音源化された楽曲は「REGRET」「誰がために鐘は鳴る」「白いチューリップ」「ARIGATO」の4曲となっている。本作の1曲目に収録された「REGRET」では、TETSUYAが弾いた生のベースとシンセベースが場面によって交互に鳴らされている。この曲のベースについて、TETSUYAは「シンセベースも混ざっていますね。一緒に鳴っているということではなくて、生ベースとシンベが切り替わっています。最初は、全部シンベでもいいかなくらいに思っていたんですけど。僕はそういう楽曲が数曲あって。もともとデペッシュ・モードとかが好きなので、生ベースが入っていなくてもいいというか」と述べている。
本作の4曲目に収録された「誰がために鐘は鳴る」は、TETSUYAの弾いた生ベースが一切入っておらず、シンセベースのみで構成された楽曲となっている。この曲の制作を振り返り、TETSUYAは「最初から生でベースを入れるつもりはなかった」と述べている。なお、この曲の原型は、2018年に韓国のボーイズグループ、SHINeeのメンバーであるKEYへの楽曲提供依頼があった際に制作した候補曲の一つだったという。結果的に「POWER」という楽曲を提供することになったため、一旦この曲はお蔵入りとなったが、本作を制作するにあたり「自分で歌おう」と思い、日の目を見ることになった。こういった経緯もあってか、この曲ではヴォコーダーによる声の加工を施したり、K-POPのテイストを感じられるアレンジで仕上げられている。TETSUYAは、この曲のサウンド面について「使ったマイクも、普段はあまり使わないマイクを使っているので、これまでの曲と比べると一番サウンド面での変化がありますね」と述べている。ちなみに、この曲の歌詞は「力を持った国が白を黒に変えてしまう、勝ったものが正義になる」といったイメージをもとに手掛けられており、TETSUYAは「大きく言うとテーマ的には「REGRET」と重なるところはありますね」と述べている。また、TETSUYAは歌詞について「あくまでも歌詞なので、自由に取れるようには書いています。例えば、大きな会社と下請けの関係、とかにも取れる」と語っている。なお、この曲のタイトルはアーネスト・ヘミングウェイが執筆した小説『誰がために鐘は鳴る』から拝借されているが、TETSUYA曰く「（内容は）全く関係はない」という。
本作の5曲目収録の「白いチューリップ」は、2019年10月開催のソロライヴ「TETSUYA LIVE 2019 "THANK YOU" 4950」において、アコースティックバージョンで先行披露されており、本作収録にあたりバンドアレンジが施されている。なお、この曲のタイトルは、TETSUYAが好んで観ていた海外ドラマ『FRINGE/フリンジ』（シーズン2の第17話）の副題から拝借されている。ちなみにこの曲は、アルバム発売から4日後にシングルカットされている。
本作の9曲目に収録された「ARIGATO」は、2012年10月開催のソロライヴ「TETSUYA LIVE 2012 "THANK YOU"」で初披露された楽曲で、約9年越しで音源化されている。なお、この曲のデモ音源は、2015年にイヤホンプラグ型スマートフォンガジェット、PlugAirで先行配信されていたことがある。さらにこの曲は当時、ライヴタイトルに合わせ「THANK YOU」というタイトルが付けられていたが、今回アルバムに収録されるにあたって曲名が変更されている。TETSUYAは本作発売当時に受けたインタビューの中で、タイトルを変更した理由について「「THANK YOU」というタイトルは既にいろいろなところで使っていたので、"変えたいな"とは思っていたんですね。そのタイミングでオリンピック閉会式の映像を観て、"あ、ARIGATOにしよう"って。（中略）ちょうど考えている時にそういうものを偶然見るというのは、意味があると僕は思っていて。"あ、これは「ARIGATO」にしろというサインだ"と感じたんです」と述べている。なお、この曲の歌詞は、約10年前ごろに手掛けられており、TETSUYA曰く、音楽活動をリタイアしようと思っていた当時の思いが反映されているという。ただ、今回アルバムに収録するにあたり、心境の変化があってか一部の歌詞を変更している。

### アルバムタイトル
アルバムタイトルは、前記の「"密かに、そっと"出そう」という理由に加え、TETSUYAが2019年よりクリエイティブディレクターを務めているアパレルブランド「STEALTH STELL'A」の一部から取られている。
なお、本作のタイトルを当初『STELLA』にするつもりだったというが、TETSUYAは本作発売当時に「つくっていくうちに"星"じゃないなって」「実はもう1枚アルバムをつくれるぐらいストック曲があるので、そう考えた時"STELLAはそっちだな"と思ったんです」と述べている。

### リリース形態
本作は、初回限定盤（CD+BD）、通常盤（CD）、UNIVERSAL MUSIC STORE限定盤（CD+DVD）の3形態で発売されている。初回限定盤ならびにUNIVERSAL MUSIC STORE限定盤には、ボーナストラックとして2019年10月に開催したソロライヴ「TETSUYA LIVE 2019 "THANK YOU" 4950」で披露したL'Arc〜en〜Cielの楽曲「瞳の住人」「milky way」「砂時計」「Link」のセルフカバーライヴ音源が収録されている。また、初回限定盤には、収録シングルの表題曲を含む計6曲のミュージック・ビデオと「白いチューリップ」のMVのメイキング映像を収録したBlu-rayが付属されている。さらに、UNIVERSAL MUSIC STORE限定盤には、2020年12月に開催した配信ライヴ「TETSUYA "Xmas LIVE STREAMING 2020"」の映像を収録したDVDが付属されている。

## 収録曲
| 全作詞・作曲: TETSUYA。 |                                 |         |            |                     |      |
| #                       | タイトル                        | 作詞    | 作曲・編曲 | 編曲                | 時間 |
| 1.                      | 「REGRET」                      | TETSUYA | TETSUYA    | 陶山隼・TETSUYA     | 4:24 |
| 2.                      | 「Make a Wish」                 | TETSUYA | TETSUYA    | 室姫深・TETSUYA     | 4:33 |
| 3.                      | 「I WANNA BE WITH YOU」         | TETSUYA | TETSUYA    | 陶山隼・TETSUYA     | 3:45 |
| 4.                      | 「誰がために鐘は鳴る」          | TETSUYA | TETSUYA    | 陶山隼・TETSUYA     | 4:15 |
| 5.                      | 「白いチューリップ」            | TETSUYA | TETSUYA    | 陶山隼・TETSUYA     | 4:08 |
| 6.                      | 「FATE -Album ver.-」           | TETSUYA | TETSUYA    | 陶山隼・TETSUYA     | 3:59 |
| 7.                      | 「愛されんだぁ I Surrender」    | TETSUYA | TETSUYA    | 陶山隼・TETSUYA     | 3:53 |
| 8.                      | 「READY FOR WARP」              | TETSUYA | TETSUYA    | 陶山隼・TETSUYA     | 4:29 |
| 9.                      | 「ARIGATO」                     | TETSUYA | TETSUYA    | 室姫深・TETSUYA     | 4:11 |
| 10.                     | 「Time goes on 〜泡のように〜」 | TETSUYA | TETSUYA    | 安岡洋一郎・TETSUYA | 4:59 |
| 11.                     | 「Eureka」                      | TETSUYA | TETSUYA    | 陶山隼・TETSUYA     | 3:38 |

| 全作詞・作曲: TETSUYA（Bonus Tracksに収録された「Link」「瞳の住人」のみ、作詞：hyde / 作曲：tetsuya）。 |                                                                                     |                                                                                           |                                                                                           |                     |      |
| # | タイトル                                                                            | 作詞                                                                                      | 作曲・編曲                                                                                | 編曲                | 時間 |
| 1. | 「REGRET」                                                                          | TETSUYA （Bonus Tracksに収録された「Link」「瞳の住人」のみ、作詞： hyde / 作曲：tetsuya） | TETSUYA （Bonus Tracksに収録された「Link」「瞳の住人」のみ、作詞： hyde / 作曲：tetsuya） | 陶山隼・TETSUYA     | 4:24 |
| 2. | 「Make a Wish」                                                                     | TETSUYA （Bonus Tracksに収録された「Link」「瞳の住人」のみ、作詞： hyde / 作曲：tetsuya） | TETSUYA （Bonus Tracksに収録された「Link」「瞳の住人」のみ、作詞： hyde / 作曲：tetsuya） | 室姫深・TETSUYA     | 4:33 |
| 3. | 「I WANNA BE WITH YOU」                                                             | TETSUYA （Bonus Tracksに収録された「Link」「瞳の住人」のみ、作詞： hyde / 作曲：tetsuya） | TETSUYA （Bonus Tracksに収録された「Link」「瞳の住人」のみ、作詞： hyde / 作曲：tetsuya） | 陶山隼・TETSUYA     | 3:45 |
| 4. | 「誰がために鐘は鳴る」                                                              | TETSUYA （Bonus Tracksに収録された「Link」「瞳の住人」のみ、作詞： hyde / 作曲：tetsuya） | TETSUYA （Bonus Tracksに収録された「Link」「瞳の住人」のみ、作詞： hyde / 作曲：tetsuya） | 陶山隼・TETSUYA     | 4:15 |
| 5. | 「白いチューリップ」                                                                | TETSUYA （Bonus Tracksに収録された「Link」「瞳の住人」のみ、作詞： hyde / 作曲：tetsuya） | TETSUYA （Bonus Tracksに収録された「Link」「瞳の住人」のみ、作詞： hyde / 作曲：tetsuya） | 陶山隼・TETSUYA     | 4:08 |
| 6. | 「FATE -Album ver.-」                                                               | TETSUYA （Bonus Tracksに収録された「Link」「瞳の住人」のみ、作詞： hyde / 作曲：tetsuya） | TETSUYA （Bonus Tracksに収録された「Link」「瞳の住人」のみ、作詞： hyde / 作曲：tetsuya） | 陶山隼・TETSUYA     | 3:59 |
| 7. | 「愛されんだぁ I Surrender」                                                        | TETSUYA （Bonus Tracksに収録された「Link」「瞳の住人」のみ、作詞： hyde / 作曲：tetsuya） | TETSUYA （Bonus Tracksに収録された「Link」「瞳の住人」のみ、作詞： hyde / 作曲：tetsuya） | 陶山隼・TETSUYA     | 3:53 |
| 8. | 「READY FOR WARP」                                                                  | TETSUYA （Bonus Tracksに収録された「Link」「瞳の住人」のみ、作詞： hyde / 作曲：tetsuya） | TETSUYA （Bonus Tracksに収録された「Link」「瞳の住人」のみ、作詞： hyde / 作曲：tetsuya） | 陶山隼・TETSUYA     | 4:29 |
| 9. | 「ARIGATO」                                                                         | TETSUYA （Bonus Tracksに収録された「Link」「瞳の住人」のみ、作詞： hyde / 作曲：tetsuya） | TETSUYA （Bonus Tracksに収録された「Link」「瞳の住人」のみ、作詞： hyde / 作曲：tetsuya） | 室姫深・TETSUYA     | 4:11 |
| 10. | 「Time goes on 〜泡のように〜」                                                     | TETSUYA （Bonus Tracksに収録された「Link」「瞳の住人」のみ、作詞： hyde / 作曲：tetsuya） | TETSUYA （Bonus Tracksに収録された「Link」「瞳の住人」のみ、作詞： hyde / 作曲：tetsuya） | 安岡洋一郎・TETSUYA | 4:59 |
| 11. | 「Eureka」                                                                          | TETSUYA （Bonus Tracksに収録された「Link」「瞳の住人」のみ、作詞： hyde / 作曲：tetsuya） | TETSUYA （Bonus Tracksに収録された「Link」「瞳の住人」のみ、作詞： hyde / 作曲：tetsuya） | 陶山隼・TETSUYA     | 3:38 |
| 12. | 「milky way〜砂時計〜Link -LIVE 2019 "THANK YOU" 4950-」(Bonus Tracks (限定盤のみ)) | TETSUYA （Bonus Tracksに収録された「Link」「瞳の住人」のみ、作詞： hyde / 作曲：tetsuya） | TETSUYA （Bonus Tracksに収録された「Link」「瞳の住人」のみ、作詞： hyde / 作曲：tetsuya） | -                   | 5:41 |
| 13. | 「瞳の住人 -LIVE 2019 "THANK YOU" 4950-」(Bonus Tracks (限定盤のみ))                | TETSUYA （Bonus Tracksに収録された「Link」「瞳の住人」のみ、作詞： hyde / 作曲：tetsuya） | TETSUYA （Bonus Tracksに収録された「Link」「瞳の住人」のみ、作詞： hyde / 作曲：tetsuya） | -                   | 5:55 |

## 初回限定盤・UNIVERSAL MUSIC STORE限定盤付属Blu-ray/DVD

### 初回限定盤付属Blu-ray
- Music Clip

1. Make a Wish
2. Time goes on 〜泡のように〜
3. 愛されんだぁ I Surrender
4. I WANNA BE WITH YOU
5. READY FOR WARP
6. 白いチューリップ

- The Making of "白いチューリップ -Music Clip-"

### UNIVERSAL MUSIC STORE限定盤付属DVD
- TETSUYA "Xmas LIVE STREAMING 2020"

1. Time goes on 〜泡のように〜
2. 愛されんだぁ I Surrender
3. I WANNA BE WITH YOU
4. TIGHTROPE
5. empty tears
6. 15 1/2 フィフティーンハーフ
7. Fantastic Wonders
8. Eureka
9. Make a Wish
10. lonely girl
11. REVERSE
12. Can't stop believing
13. Roulette
14. Are you ready to ride?
15. snow drop
16. I Wish
17. Don't be Afraid
18. 魔法の言葉
19. 流れ星

## クレジット
| - Produced & Directed by TETSUYA - All Songs Written by TETSUYA - except "Link" "瞳の住人" Words by hyde REGRET - Words & Music by TETSUYA - Arranged by 陶山隼 & TETSUYA - TETSUYA：Vocals & Bass - akkin：Guitars - 石井悠也：Drums - 陶山隼：Synthesizer Programming Make a Wish - Words & Music by TETSUYA - Arranged by 室姫深 & TETSUYA - TETSUYA：Vocals, Bass & Guitar Solo - 室姫深：Guitars, Acoustic Guitar, Keyboards & Programming - 村石雅行：Drums - 小池敦：Programming I WANNA BE WITH YOU - Words & Music by TETSUYA - Arranged by 陶山隼 & TETSUYA - TETSUYA：Vocals & Bass - 山本陽介：Guitars - 村石雅行：Drums - 陶山隼：Synthesizer Programming 誰がために鐘は鳴る - Words & Music by TETSUYA - Arranged by 陶山隼 & TETSUYA - TETSUYA：Vocals - 陶山隼：Synthesizer Programming 白いチューリップ - Words & Music by TETSUYA - Arranged by 陶山隼 & TETSUYA - TETSUYA：Vocals & Bass - akkin：Guitars - 黒田晃年：Guitar Solo - 石井悠也：Drums - 陶山隼：Piano & Synthesizer Programming FATE -Album ver.- - Words & Music by TETSUYA - Arranged by 陶山隼 & TETSUYA - TETSUYA：Vocals & Bass - 黒田晃年：Guitars - 陶山隼：Synthesizer Programming 愛されんだぁ I Surrender - Words & Music by TETSUYA - Arranged by 陶山隼 & TETSUYA - TETSUYA：Vocals & Bass - 西川進：Guitars - 石井悠也：Drums - 陶山隼：Synthesizer Programming READY FOR WARP - Words & Music by TETSUYA - Arranged by 陶山隼 & TETSUYA - TETSUYA：Vocals & Bass - 菰口雄矢：Guitars - 石井悠也：Drums - 陶山隼：Synthesizer Programming ARIGATO - Words & Music by TETSUYA - Arranged by 室姫深 & TETSUYA - TETSUYA：Vocals, Bass & Guitar - 室姫深：Guitar, Programming - 村石雅行：Drums | Time goes on 〜泡のように〜 - Words & Music by TETSUYA - Arranged by 安岡洋一郎 & TETSUYA - TETSUYA：Vocals & Bass - 久次米真吾：Guitars - 城戸紘志：Drums - 安岡洋一郎：Programming Eureka - Words & Music by TETSUYA - Arranged by 陶山隼 & TETSUYA - TETSUYA：Vocals & Bass - 渡辺格：Guitars - 石井悠也：Drums - 陶山隼：Piano & Synthesizer Programming milky way〜砂時計〜Link -LIVE 2019 "THANK YOU" 4950- [milky way] - Words & Music by tetsuya [砂時計] - Words & Music by tetsuya [Link] - Words by hyde / Music by tetsuya - TETSUYA：Vocals - 室姫深：Guitars & Vocals - 中村佳嗣：Guitars & Vocals - IKUO：Bass & Vocals - 山崎慶：Drums - 岸利至：Keyboards & Vocals 瞳の住人 -LIVE 2019 "THANK YOU" 4950- - Words by hyde / Music by tetsuya - TETSUYA：Vocals - 室姫深：Guitars & Vocals - 中村佳嗣：Guitars & Vocals - IKUO：Bass & Vocals - 山崎慶：Drums - 岸利至：Keyboards & Vocals [Recording Engineers] - 比留間整：Mixed - 渡辺洋介（VICTOR STUDIO）：Recorded - Shinya Kondo：Recorded - Takashi Saito：Recorded - Kentaro Nakano：Recorded - 玉乃井光紀（Studio Fine）：Recorded - TETSUYA：Pre-Production - 小池敦：Pre-Production - Kazutaka Minemori（MASTERTONE）：Bass Technician, Guitar & Bass Sounds - ランディ・メリル（STERLING SOUND.NYC）：Mastered - except #2, #7, #10 by トム・コイン at STERLING SOUND, NYC [Artwork etc] - Art Direction & Design：廣田順（united lounge tokyo） - Photographer：岡田貴之 - Artwork Coordination：Midori Shimizu（UNIVERSAL MUSIC） - Hair & Make-up：荒木尚子（Octbre.）, 中込奈々（Octbre.） - Outifit Styled：TETSUYA - Artist Management：GRAVIS CO.,LTD. - Management Staff：Taizo Tanaka, Hiroki Noguchi, Natsuo Matsumoto - Product Managers：Seiichi Watanabe（EMI Records）, Kenta Ono（EMI Records） - Marketing Director：Hiroshi Tokunaga（EMI Records） - Sales Promoter：Kimiko Kato（Universal Music LLC） - Executive Producers：Mr.Bananahead（GRAVIS）, Takeshi Okada（EMI Records） - Special Thanks to：小池敦, ayato taniguchi, Comett, Daisuke Fujimori（Decorations）, Hitoshi Harada（ESP）, iori, Kei Fujita（SOGO TOKYO）, Kenta Fukui, Manabu Tanaka, maru, Masaaki Mizuno, 中山道彦, Nobuyuki Akani, Nobuyuki Tanaka, okuji, RENE, Riki Nishida, Shigehiro Nishi（ON THE LINE）, Shou Ogasawara, Taka, Takahiro Arai（pia）, Tatsuya Yamanaka（SOGO TOKYO）, Toshikazu Oguruma, ucchiy, You Young（SUGAPRO inc.）, Yuri Furukawa |

## タイアップ
| 年     | 楽曲                       | タイアップ |
| ------ | -------------------------- | --- |
| 2015年 | Make a Wish                | PlayStation 4、PlayStation Vita用ゲーム『イグジストアーカイヴ -The Other Side of the Sky-』オープニングテーマ |
| 2015年 | Time goes on〜泡のように〜 | PlayStation 4、PlayStation Vita用ゲーム『イグジストアーカイヴ -The Other Side of the Sky-』エンディングテーマ |
| 2017年 | 愛されんだぁ I Surrender   | レコチョクCMソング                                                                                            |
| 2018年 | I WANNA BE WITH YOU        | TBS系アニメサタデー630『新幹線変形ロボ シンカリオン（第1期）』第26話 - 第38話 エンディングテーマ              |
| 2021年 | 白いチューリップ           | iOS/Android向けゲーム『イケメン革命◆アリスと恋の魔法』5周年記念イメージソング                                 |